# Kirrama nationalpark
Kirrama National Park är en nationalpark i Australien.   Den ligger i delstaten Queensland, i den nordöstra delen av landet, 1 900 km norr om huvudstaden Canberra. Kirrama nationalpark ligger 633 meter över havet.
I omgivningarna runt Kirrama nationalpark växer i huvudsak städsegrön lövskog.